# Grands parcs de Montréal

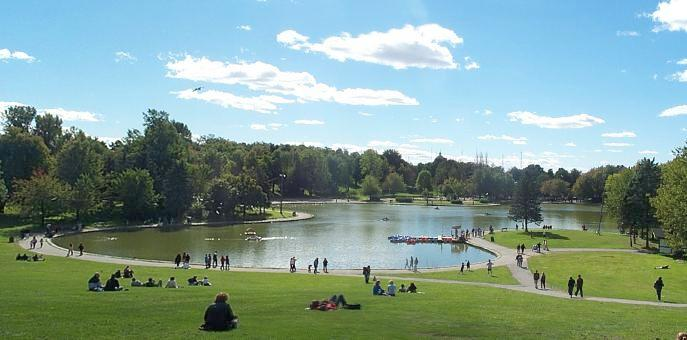
Parc du Mont-Royal

Unter der Bezeichnung Grands parcs de Montréal („Große Parks von Montreal“) werden die 17 bedeutendsten Parkanlagen und Naturschutzgebiete auf dem Gebiet der Stadt Montreal zusammengefasst. Diese Grünflächen sind zusammen knapp 1800 Hektar groß und besitzen aufgrund ihrer Biodiversität eine besondere Bedeutung. Sie dienen der Stadtbevölkerung zu Erholungszwecken und zur Freizeitgestaltung. Erweiterungen des Parknetzwerks sind geplant.

## Liste der „Grands parcs“
1. Parc du Mont-Royal (190 ha)
2. Parc Jean-Drapeau (209 ha)
3. Parc Angrignon (97 ha)
4. Parc des Rapides (30 ha)
5. Parc René-Lévesque (14 ha)
6. Naturpark Anse-à-l’Orme (88 ha)
7. Naturpark Cap-Saint-Jacques (288 ha)
8. Naturpark Bois-de-l’Île-Bizard (201 ha)
9. Naturpark Bois-de-Liesse (159 ha)
10. Naturpark Île-de-la-Visitation (34 ha)
11. Naturpark Ruisseau-de-Montigny (22 ha)
12. Naturpark Pointe-aux-Prairies (261 ha)
13. Promenade Bellerive (22 ha)
14. Parc Maisonneuve (63 ha)
15. Parc La Fontaine (36 ha)
16. Parc Jarry (36 ha)
17. Complexe environnemental de Saint-Michel (48 ha)